# Дамасская коза
Дамасская коза — порода коз, выведенная на Ближнем Востоке и разводимая в Сирии, Ливане и на Кипре. Обычно используется для производства молока (до 4-х литров в день).
Животные высотой до 78 см в холке, взрослый живой вес около 65 ± 5 кг для самок и 75 ± 5 кг для самцов. Козы имеют очень длинные свисающие уши от 27 до 32 см длиной. Окраска шерсти, как правило, двухцветная с различными оттенками красновато-коричневого и белого. У самцов с возрастом меняется форма морды. Некоторые хозяева коз ампутируют их громоздкие длинные уши, оставляя нелепые квадратные обрубыши.
Дамасская коза по имени Кар получила первый приз в номинации «Самая красивая коза» на конкурсе в Эр-Рияде 13 июня 2008 года.